# Facundo Marques
Facundo Marques (Río Cuarto, Córdoba, Argentina; 28 de octubre de 1999), es un piloto de automovilismo argentino. Fue campeón del TC2000 Series en 2022 y subcampeón de dicha categoría en 2021. Actualmente compite en la categoría principal TC2000 con el equipo Axion Energy Sport, y a su vez corre en el TCR South America con el PMO Racing.

## Resumen de carrera
| Temporada | Categoría                     | Equipo                     | Carreras     | Victorias    | Poles        | VR           | Podios       | Puntos       | Pos.         |
| --------- | ----------------------------- | -------------------------- | ------------ | ------------ | ------------ | ------------ | ------------ | ------------ | ------------ |
| 2016      | Fórmula Renault Plus          | Girolami Racing            | 12           | 0            | 0            | 2            | 0            | 156          | 7.º          |
| 2017      | Fórmula Renault Plus          | Girolami Racing            | 16           | 1            | 0            | 1            | 3            | 204          | 6.º          |
| 2017      | Fórmula Renault 2.0 Argentina | —                          | 2            | 0            | 0            | 0            | 0            | 21           | 26.º         |
| 2018      | Fórmula Renault 2.0 Argentina | LR Team                    | 23           | 0            | 0            | 0            | 1            | 207          | 11.º         |
| 2018      | Fórmula Renault Plus          | Girolami Racing            | 5            | 0            | 0            | 0            | 0            | 22           | 28.º         |
| 2018      | Fórmula Renault Plus          | Eco Plus                   | 5            | 0            | 0            | 0            | 0            | 22           | 28.º         |
| 2018      | TC 2000                       | Fiat JM Motorsport         | 1            | 0            | 0            | 0            | 0            | 0            | NC†          |
| 2019      | Fórmula Renault 2.0 Argentina | LR Team Limited            | 24           | 2            | 1            | 0            | 5            | 337          | 5.º          |
| 2019      | TC 2000                       | Fineschi Racing            | 2            | 0            | 0            | 0            | 0            | 0            | NC           |
| 2019      | Top Race Series               | JLS Motorsport             | 1            | 0            | 0            | 0            | 0            | 0            | 37.º         |
| 2020      | TC 2000                       | Ambrogio Racing            | 21           | 1            | 3            | 2            | 7            | 227          | 5.º          |
| 2021      | TC 2000                       | Ambrogio Racing            | 24           | 1            | 4            | 3            | 7            | 258          | 2.º          |
| 2021      | TCR South America             | Squadra Martino            | 3            | 0            | 0            | 0            | 0            | 32           | 23.º         |
| 2021      | Súper TC 2000                 | Puma Energy Honda Racing   | 1            | 0            | 0            | 0            | 0            | 0            | NC†          |
| 2022      | TC2000 Series                 | Axion Energy Sport         | 21           | 5            | 5            | 4            | 8            | 246          | 1.º          |
| 2022      | TCR South America             | Squadra Martino            | 1            | 0            | 0            | 0            | 0            | 0            | NC           |
| 2022      | TC2000                        | Axion Energy Sport         | 2            | 0            | 0            | 0            | 0            | 0            | NC†          |
| 2023      | TC2000                        | Axion Energy Sport         | 19           | 2            | 1            | 3            | 6            | 230          | 4.º          |
| 2023      | TCR South America             | PMO Racing                 | 2            | 0            | 0            | 0            | 1            | 42           | 24.º         |
| 2024      | Turismo Nacional - Clase 3    | Crucianelli GC Competición | 7            | 0            | 0            | 0            | 0            | 31           | 34.º         |
| 2024      | TC2000                        | Axion Energy Sport         | 1            | 0            | 0            | 0            | 0            | 0            | NC†          |
| 2024      | TCR South America             | Paladini Racing            | 1            | 0            | 0            | 0            | 0            | 20           | 32.º         |
| 2025      | Turismo Nacional - Clase 3    | Paladini Racing            | Disputándose | Disputándose | Disputándose | Disputándose | Disputándose | Disputándose | Disputándose |
| Fuente:   |                               |                            |              |              |              |              |              |              |              |

- † Marques era piloto invitado, por lo que no sumó puntos.

## Resultados

### TC 2000/TC2000 Series
(Clave) (negrita indica pole position) (cursiva indica vuelta rápida)

| Año  | Equipo             | Auto            | 1    | 2    | 3     | 4     | 5     | 6     | 7     | 8     | 9      | 10     | 11     | 12     | 13    | 14    | 15   | 16    | 17    | 18    | 19     | 20     | 21    | 22     | 23     | 24    | Res. | Puntos    |
| ---- | ------------------ | --------------- | ---- | ---- | ----- | ----- | ----- | ----- | ----- | ----- | ------ | ------ | ------ | ------ | ----- | ----- | ---- | ----- | ----- | ----- | ------ | ------ | ----- | ------ | ------ | ----- | ---- | --------- |
| 2018 |                    |                 | AG I | AG I | CDU   | CDU   | CON   | CON   | RC    | RC    | BA     | LP     | LP     | SL I   | SL I  | AG II | SMM  | SMM   | SL II | SL II | ROS    | ROS    | PAR   | PAR    |        |       | NC   | 0         |
| 2018 | Fiat JM Motorsport | Fiat Tipo II    |      |      |       |       |       |       |       |       |        |        |        |        |       | 18    |      |       |       |       |        |        |       |        |        |       | NC   | 0         |
| 2019 |                    |                 | AG   | AG   | OLA   | OLA   | RC I  | RC I  | CDU   | CDU   | PAR I  | PAR I  | SNI    | SNI    | ROS   | ROS   | BA I | RC II | RC II | OBE   | OBE    | BA II  | BA II | PAR II | PAR II |       | NC   | 0         |
| 2019 | Fineschi Racing    | Peugeot 408 I   |      |      |       |       | 16    | Ret   |       |       |        |        |        |        |       |       |      |       |       |       |        |        |       |        |        |       | NC   | 0         |
| 2020 |                    |                 | AG I | AG I | BA I  | BA I  | BA II | BA II | AG II | AG II | AG III | AG III | BA III | BA III | BA IV | BA IV | RC   | RC    | PAR   | PAR   | BA V   | BA V   | BA VI | BA VI  |        |       | 5.º  | 227 (261) |
| 2020 | Ambrogio Racing    | Renault Fluence | DNS  | 3    | 7     | 1     | 7     | 6     | 4     | 2     | 5      | 7      | 3      | 8      | 5     | 8     | 2    | 3     | 8     | 2     | 8      | 6      | 11    | Ret    |        |       | 5.º  | 227 (261) |
| 2021 |                    |                 | BA I | BA I | BA II | BA II | AG I  | AG I  | SNI I | SNI I | BA III | BA III | PAR    | PAR    | TOA   | TOA   | VIL  | VIL   | ROS   | ROS   | SNI II | SNI II | AG II | AG II  | BA IV  | BA IV | 2.º  | 258 (266) |
| 2021 | Ambrogio Racing    | Renault Fluence | 4    | 3    | 7     | 4     | 11    | 6     | 4     | 2     | 3      | 8      | 2      | 3      | 5     | Ret   | Ret  | Ret   | DSQ   | 7     | 8      | 1      | 5     | 6      | 4      | 3     | 2.º  | 258 (266) |
| 2022 |                    |                 | ROS  | ROS  | BB    | BB    | CON   | CON   | NEU   | NEU   | TRH    | TRH    | AG I   | AG I   | RAF   | RAF   | SNI  | SNI   | VIL   | VIL   | BA     | BA     | AG II | AG II  | CDU    | CDU   | 1.º  | 246       |
| 2022 | Axion Energy Sport | Renault Fluence | 1    | 1    | 9     | 13    | 5     | 10    | 4     | 7     | 6      | 1      | 2      | 13     | DNS   | 1     | 8    | 1     | 9     | 7     | 4      | 8      | 3     | 4      | 2      | 9     | 1.º  | 246       |

### Súper TC 2000
(Clave) (negrita indica pole position) (cursiva indica vuelta rápida)

| Año  | Equipo                   | Auto          | 1    | 2    | 3     | 4     | 5  | 6  | 7   | 8   | 9      | 10     | 11  | 12  | 13  | 14  | 15    | 16  | 17  | 18  | 19  | 20    | 21    | 22   | Res. | Puntos |
| ---- | ------------------------ | ------------- | ---- | ---- | ----- | ----- | -- | -- | --- | --- | ------ | ------ | --- | --- | --- | --- | ----- | --- | --- | --- | --- | ----- | ----- | ---- | ---- | ------ |
| 2021 |                          |               | BA I | BA I | BA II | BA II | AG | AG | SNI | SNI | BA III | BA III | PAR | PAR | TOA | TOA | BA IV | VIL | VIL | ROS | ROS | AG II | AG II | BA V | NC   | 0      |
| 2021 | Puma Energy Honda Racing | Honda Civic X |      |      |       |       |    |    |     |     |        |        |     |     |     |     | 4     |     |     |     |     |       |       |      | NC   | 0      |

### TCR South America
(Clave) (negrita indica pole position) (cursiva indica vuelta rápida)

| Año  | Equipo          | Auto                         | 1     | 2   | 3   | 4   | 5   | 6      | 7      | 8   | 9   | 10  | 11  | 12  | 13  | 14  | 15  | 16  | 17  | 18  | 19  | Pos. | Pts. |
| ---- | --------------- | ---------------------------- | ----- | --- | --- | --- | --- | ------ | ------ | --- | --- | --- | --- | --- | --- | --- | --- | --- | --- | --- | --- | ---- | ---- |
| 2021 |                 |                              | INT   | INT | CUR | RIV | RIV | EPI    | EPI    | RCU | RCU | BA  | AG  | AG  | CDU | CDU |     |     |     |     |     | 23.º | 32   |
| 2021 | Squadra Martino | Honda Civic Type-R TCR (FK7) |       |     |     |     |     |        |        | 6   | 8   | 10  |     |     |     |     |     |     |     |     |     | 23.º | 32   |
| 2022 |                 |                              | VEL   | VEL | INT | GOI | GOI | RIV    | RIV    | EPI | EPI | TRH | BA  | BA  | VIL | VIL |     |     |     |     |     | NC   | 0    |
| 2022 | Squadra Martino | Honda Civic Type-R TCR (FK2) |       |     |     |     |     |        |        |     |     | Ret |     |     |     |     |     |     |     |     |     | NC   | 0    |
| 2023 |                 |                              | AG    | AG  | ROS | ROS | TRH | INT    | RIV    | RIV | EPI | EPI | LAP | LAP | VLP | VLP | VEL | VEL | CAS | CAS |     | 24º  | 42   |
| 2023 | PMO Racing      | Peugeot 308 TCR              |       |     |     |     | 2   | Ret    |        |     |     |     |     |     |     |     |     |     |     |     |     | 24º  | 42   |
| 2024 |                 |                              | INT I | CAS | CAS | VEL | VEL | INT II | INT II | EPI | EPI | MER | MER | TBD | TBD | BUE | BUE | TRH | TRH | ROS | ROS | °    |      |
| 2024 | Paladini Racing | Toyota Corolla GRS TCR       | 7     |     |     |     |     |        |        |     |     |     |     |     |     |     |     |     |     |     |     | °    |      |

### TCR Brasil
| Año  | Equipo          | Auto                   | 1     | 2   | 3   | 4   | 5   | 6   | 7   | 8      | 9      | 10  | 11  | Pos. | Pts. |
| ---- | --------------- | ---------------------- | ----- | --- | --- | --- | --- | --- | --- | ------ | ------ | --- | --- | ---- | ---- |
| 2024 |                 |                        | INT I | CAS | CAS | CAS | CAS | VEL | VEL | INT II | INT II | BUE | BUE | °    |      |
| 2024 | Paladini Racing | Toyota Corolla GRS TCR | 6     |     |     |     |     |     |     |        |        |     |     | °    |      |

### TC2000
(Clave) (negrita indica pole position) (cursiva indica vuelta rápida)

| Año  | Equipo             | Auto            | 1    | 2    | 3   | 4    | 5    | 6   | 7   | 8   | 9   | 10  | 11   | 12   | 13  | 14  | 15  | 16  | 17  | 18    | 19  | 20    | 21    | 22  | Res. | Puntos |
| ---- | ------------------ | --------------- | ---- | ---- | --- | ---- | ---- | --- | --- | --- | --- | --- | ---- | ---- | --- | --- | --- | --- | --- | ----- | --- | ----- | ----- | --- | ---- | ------ |
| 2022 |                    |                 | ROS  | ROS  | BB  | BB   | CON  | CON | NEU | NEU | TRH | TRH | AG I | AG I | RAF | RAF | SNI | SNI | VIL | VIL   | BA  | AG II | AG II | CDU | NC   | 0      |
| 2022 | Axion Energy Sport | Renault Fluence |      |      |     |      |      |     |     |     |     |     |      |      |     |     |     |     |     |       | Ret |       |       |     | NC   | 0      |
| 2023 |                    |                 | BA I | BA I | RAF | AG I | AG I | ROS | ROS | SJG | SJG | SNI | SNI  | LRJ  | LRJ | RCU | RCU | NJU | NJU | BA II | SJU | SJU   | AG II |     | 4.º  | 230    |
| 2023 | Axion Energy Sport | Renault Fluence | 10   | 3    | 8   | 9    | 8    | 5   | 2   | 1   | 5   | 1   | 7    | 15   | 10  | 1   | 2   | 10  | 6   | 2     | 6   | 6     | 6     |     | 4.º  | 230    |